# Томислав Івкович
Томислав Івкович (сербохорв. Tomislav Ivković, нар. 11 серпня 1960, Загреб) — югославський та хорватський футболіст, що грав на позиції воротаря. По завершенні ігрової кар'єри — тренер.
Виступав, зокрема, за клуби «Динамо» (Загреб), «Црвена Звезда» та «Спортінг», а також національну збірну Югославії, у складі якої був учасником чемпіонату світу та Європи, а також двох Олімпійських ігор.

## Клубна кар'єра
У дорослому футболі дебютував 1977 року виступами за команду «Динамо» (Загреб), в якій провів п'ять сезонів, взявши участь у 53 матчах чемпіонату. За цей час виборов титул чемпіона Югославії у 1982 році і став володарем Кубка Югославії 1980 року.
На початку 1983 року перейшов у «Динамо» (Вінковці), а вже влітку став гравцем столичної «Црвени Звезди», з яким виграв чемпіонат 1983/84 років і Кубок Югославії 1985 року.
У 1985 році він перейшов до свого першого іноземного клубу, австрійського «Ваккера» (Інсбрук), взявши участь у 23 матчах чемпіонату. 1986 року від клубу відкололась команда «Сваровскі-Тіроль», де і продовжив виступи Івкович. Під керівництвом Ернста Гаппеля команда стала фіналістом Кубка Австрії у 1988 році, після чого клуб придбав австрійського воротаря Клауса Ліденбергера і югослав перейшов до іншого місцевого клубу «Вінер Шпорт-Клуб», провівши там ще пів року.
У другій половині сезону 1988/89 Івкович виступав за бельгійський «Генк», але не врятував команду від вильоту з вищого дивізіону, через що влітку покинув клуб і підписав угоду з португальським «Спортінгом», до складу якого приєднався влітку 1989 року. Відіграв за лісабонський клуб наступні чотири сезони своєї ігрової кар'єри. Більшість часу, проведеного у складі «Спортінга», був основним гравцем команди. Згодом протягом 1993—1996 років захищав кольори інших португальських клубів «Ештуріл-Прая», «Віторія» (Сетубал) та «Белененсеш».
У сезоні 1996/97 виступав за «Саламанку» в другому іспанському дивізіоні, а завершив ігрову кар'єру у португальській команді «Ештрела» (Амадора), за яку виступав протягом 1997—1998 років.

## Виступи за збірні
1979 року у складі юнацької збірної Югославії (U-20) взяв участь у молодіжному чемпіонаті світу 1979 року в Японії, де югослави не змогли вийти з групи, а Івкович зіграв у всіх трьох іграх. Також виступав за олімпійську збірну, з якою став переможцем домашніх Середземноморських ігор у 1979 році, а також учасником Олімпійських ігор 1980 і 1984 року, і на других з них у Лос-Анджелесі він виграв бронзову медаль.
30 березня 1983 року дебютував в офіційних матчах у складі національної збірної Югославії в товариській грі проти Румунії (2:0), а вже наступного року поїхав з командою на чемпіонат Європи 1984 року у Франції. Там Івкович був дублером Зорана Симовича і зіграв лише в одному матчі проти Данії (0:5).
У складі збірної був учасником чемпіонату світу 1990 року в Італії, де був основним воротарем і допоміг команді досягти 1/4 фіналу. Там Югославія програла в серії пенальті Аргентині, а Івкович запам'ятався тим, що відбив пенальті від Дієго Марадони. За кілька місяців до цього Томислав уже парирував пенальті у виконанні Марадони у матчі Кубка УЄФА за «Спортінг» проти «Наполі». Втім незважаючи на сейви, в обох матчах команда Івковича програвала в серії пенальті.
Загалом протягом кар'єри в національній команді, яка тривала 9 років, провів у її формі 38 матчів і є третім воротарем за кількістю матчів за збірну Югославії після Владимира Беари (59) і Милутина Шошкича (50).

## Кар'єра тренера
По завершенні кар'єри гравця 1999 року залишився у Португалії, очоливши тренерський штаб клубу «Лоріняненсе».
Починаючи з 2004 року Івкович був тренером воротарів збірної Хорватії у штабі Златко Краньчара. В липні 2006 року увесь штаб був звільнений, оскільки контракти з усім тренерським штабом не були продовжені після провального виступу на чемпіонаті світу 2006 року, де хорвати не змогли здобути жодної перемоги. Згодом Івкович  працював у штабі Краньчара в еміратському «Аль-Шаабі» та іранському «Персеполісі».
2010 року Івкович очолив «Меджимурьє» з другого хорватського дивізіону, а з 2011 по травень 2015 рік очолював загребську «Локомотиву» і повернувся на посаду у липні 2016 року.
У листопаді 2016 року Івкович знову покинув лавку «Локомотиви» і очолив саудівський «Аль-Фейсалі», але вже у лютому наступного року покинув посаду.
У жовтні 2017 року очолив «Славен Белупо», де залишався до листопада 2018 року, а вже наприкінці грудня очолив загребський клуб «Рудеш».
У червні 2021 року очолив сараєвський «Желєзнічар» і тренував «залізничників» до 24 грудня того ж року, коли пішов у відставку.
10 січня 2022 року Івкович став спортивним директором боснійського клубу Прем'єр-ліги «Борац» (Баня-Лука).

## Титули і досягнення
- Чемпіон Югославії (2):

«Динамо» (Загреб): 1981/82
«Црвена Звезда»: 1983/84
- Володар Кубка Югославії (2):

«Динамо» (Загреб): 1979/80
«Црвена Звезда»: 1984/85
- Переможець Середземноморських ігор: 1979
- Бронзовий олімпійський призер: 1984